# Gérard Mulliez
Gérard Mulliez, né le 13 mai 1931 à Roubaix, est un homme d'affaires et milliardaire français, fondateur du groupe de distribution Auchan.

## Biographie

### Famille
Gérard, Paul, Louis Mulliez, né le 13 mai 1931 à Roubaix, est le fils de Gérard Mulliez (1906-1989), dirigeant de l'entreprise familiale textile Phildar, et de Françoise, Robertine, Marie Cavrois (1911-2008). Gérard Mulliez a 5 frères et sœurs : Jean, Philippe, Francette, Mariette et Patrick.
Un de ses oncles, Michel Mulliez, fut vicaire à l'Église Saint-Clément de Wasquehal. Gérard Mulliez se marie à Bernadette Mathias et a trois enfants : Arnaud, Pascaline et Amaury qui lui ont donné 6 petits-enfants. Vianney Mulliez (né en 1963), le fils de son cousin germain est président du Groupe Auchan Holding de 2006 à 2017.

### Formation
Il commence ses études à l'école Notre-Dame-des-Dunes à Dunkerque, les poursuit au lycée Notre-Dame-des-Victoires, actuellement lycée Saint-Rémi de Roubaix, puis étudie au Mayfield College en Angleterre et termine sa formation à l'Institut Technique Roubaisien.
En 1954, il entre dans l'entreprise familiale en tant que contremaître et, dès 1956, devient chef de fabrication et directeur des ventes deux ans plus tard.

### Création d'Auchan
À la fin des années 1950, il part aux États-Unis pour assister aux séminaires de Bernardo Trujillo sur les nouvelles formules commerciales qui naissent en Amérique du Nord. S’inspirant du modèle Carrefour dont le fondateur, Marcel Fournier, a appliqué les préceptes de Bernardo Trujillo, Gérard Mulliez ouvre en 1961 à Roubaix son premier magasin dans une ancienne usine du groupe Phildar située dans le quartier des « Hauts Champs ». Le nom est à l'origine de l'enseigne, avec une orthographe due au souhait d'apparaître les premiers dans l'annuaire.
Mais les débuts sont difficiles et les résultats piteux. Gérard Mulliez décide alors de prendre conseil auprès d’Édouard Leclerc, le fondateur des magasins E.Leclerc, et il découvre que vendre moins cher fait vendre davantage. Il applique notamment ce principe au whisky Black and White, dont il casse les prix. Auchan devient alors l'un des magasins favoris des consommateurs roubaisiens.

### Développement d'un groupe familial
Après le premier succès, un deuxième magasin ouvre à Roncq. Gérard Mulliez a besoin de capitaux, mais éprouve peu de sympathie pour les banques ou les marchés financiers. Il fait donc appel à sa propre famille et crée « l'Association familiale Mulliez » (AFM), appelée improprement « groupe Mulliez », dont il prend les rênes. Cette association prendra des parts dans Auchan, puis dans toutes les sociétés créées par les membres de la famille, qui explorent toutes les niches de la distribution. Cet autofinancement permet à l'entreprise Auchan une attaque du territoire national à partir de 1971, puis de l'international en 1981 avec l'ouverture d'un magasin « Alcampo » en Espagne.
L'homme se définit comme un dirigeant catholique et croit à la motivation des salariés par l'octroi d'actions au personnel, système qu'il met en place dès 1976. L'arrivée de la gauche en 1981, et la mise en place de l'impôt de solidarité sur la fortune (ISF), pousse une partie de sa famille à quitter le Nord pour la Belgique toute proche.
En 1983, il créait la filiale bancaire Accord (devenue Oney le 1er juillet 2016) et dans les années 1990, de nouveaux magasins sont ouverts en Italie, en Hongrie et même en Thaïlande.
Gérard Mulliez a assuré la présidence du conseil d'administration du groupe Auchan jusqu'en 1996, avant de prendre celle du conseil de surveillance. En 2001, il fait voter le passage de 70 à 75 ans l'âge limite des membres du conseil de surveillance afin de préparer son remplacement.
Le 10 mai 2006, alors qu'il approche de la limite d'âge de 75 ans, l'AFM, principal actionnaire du groupe Auchan, annonce que Gérard Mulliez quitte la tête du conseil de surveillance à compter du 6 juin 2006, et laisse la succession du groupe au fils de son cousin germain, Vianney Mulliez, le préférant à Arnaud Mulliez, son fils unique. Il conserve toutefois une assise dans le groupe en prenant la fonction de président du comité stratégique.
Le Groupe Auchan est aujourd'hui présent dans 12 pays et emploie 180 000 collaborateurs. Les marques Décathlon, Saint-Maclou (enseigne), Norauto, Leroy Merlin, Kiabi et Alinéa appartiennent au groupe qui compte 723 hypermarchés dont 121 en France et 2 027 supermarchés et supérettes dans le monde.
Il avait laissé précédemment à un de ses neveux, Thierry Mulliez, la présidence de l'AFM.

## Fortune
Avec sa famille, qui regroupe 550 membres en 2011 et 700 membres en 2020, il partage l'une des plus grandes fortunes de France, celle-ci est estimée, en 2022, à plus de 50 milliards d'euros.
Selon Capital, la famille Mulliez était la famille la plus riche de France en 2014. Selon Hurun Report, il est la 18e personne la plus riche du monde avec une valeur nette de 30 milliards de dollars en 2015.
D'après un rapport publié par Oxfam et Greenpeace paru en février 2022, Gérard Mulliez (et sa famille) est le milliardaire français qui a l'empreinte carbone la plus importante en France, par son seul patrimoine financier. Son patrimoine financier (seul Auchan a été pris en compte) émet à lui seul 33 millions de tonnes de CO2, soit autant que 11% des ménages français,.

## Prises de position
En 2015, il se rend au local du PCF de Lille pour y rencontrer des adhérents et protester contre une affiche du parti qui montrait et comparait son niveau de rémunération à celui d'une ouvrière.

## Distinction
- Chevalier de la Légion d'honneur (décret du 31 décembre 2003)[15]

## Citations
« Pour faire fonctionner des gens en équipe, il faut une ligne directrice qui rassemble tout le monde. Il faut donner du sens au travail de chacun. » [réf. nécessaire]

## Ouvrage
- La Dynamique du client : Une révolution des services (propos recueillis par Jean-Pierre Thiollet), Paris, Maxima-Laurent du Mesnil, 1997 (1re éd. 1994), 336 p. (ISBN 978-2840010623) ; [présentation éditeur]

## Anecdote
« Gérard Mulliez est un féru de numérologie et d'astrologie. Superstitieux, il aurait même fait paître des moutons sur les terrains qu'il souhaitait acheter pour savoir si les "ondes" étaient bonnes. » Dans une interview à La Voix du Nord, il explique, à 91 ans, être capable de vivre jusqu'à 120 ans et occuper sa retraite en se passionnant pour la permaculture en développant un potager dans le parc du Château de la Fontaine, à Croix, près de son domicile. Dans ce même parc, l'on retrouve également une reconstitution fidèle de la grotte de Lourdes.